# Oil Imperium
Oil Imperium, uscito come Black Gold in Nordamerica, è un videogioco gestionale sull'industria petrolifera, pubblicato nel 1989 per Amiga, Atari ST, Commodore 64 e MS-DOS dall'editrice tedesca reLINE Software.

## Modalità di gioco
Il gioco simula la competizione tra quattro compagnie petrolifere, ciascuna controllabile da un giocatore umano o dal computer. A inizio partita si può scegliere uno tra quattro obiettivi finali: ottenere il miglior risultato dopo tre anni, accumulare 60 milioni di dollari, far fallire tutti gli avversari, o conquistare l'80% del mercato mondiale. C'è anche la possibilità di usare mezzi illegali, come il sabotaggio dei concorrenti. Il controllo avviene a turni, effettuando scelte strategiche tramite un'interfaccia a icone e puntatore, ma sono presenti anche alcune sequenze d'azione. Ciascun turno di gioco dura un mese e ogni azione compiuta può consumare un certo numero di giorni.
La schermata principale mostra il proprio ufficio, il cui stile di arredamento (a scopo puramente decorativo) può essere scelto a inizio partita, circondato da sei icone che attivano altre schermate e finestre. Le icone sono: valigia per intervenire sul posto in caso di incendio, telefono per ricevere messaggi e offerte, cassetto per vari documenti importanti, cartina per visualizzare la disposizione dei giacimenti, computer per molte funzioni fondamentali come compravendita e perforazione pozzi, giornale per le notizie mondiali.
L'icona computer, in particolare, visualizza lo schermo di un "computer dentro il computer" che imita il Workbench dell'Amiga (o il GEM nella versione Atari ST), dal quale le funzioni sono raggiungibili tramite icone come quelle dei file reali.
Si inizia con un capitale di 5 000 000$ ed è necessario anzitutto acquistare delle concessioni petrolifere. Ci sono otto regioni produttive in tutto il mondo, ciascuna suddivisa in una griglia di 24 zone, anche marine. Si possono ingaggiare esperti per avere consigli preventivi sulla produttività di una zona. Bisogna quindi procedere alla perforazione, anch'essa con l'opzionale ingaggio di esperti, e all'acquisto di cisterne per il petrolio estratto. Infine è possibile la vendita del petrolio, che va fatta tenendo conto degli attuali prezzi regionali, che sono influenzati anche dalla quantità di petrolio messa in commercio dai giocatori.
Le azioni illegali vanno dai sabotaggi all'ingaggio di sicari, mentre ci si può difendere assoldando investigatori, grazie ai quali si possono ottenere compensazioni quando i crimini vengono smascherati.
Esistono, almeno per Amiga, versioni in tedesco, inglese e francese, con manuale anche in italiano.

### Sequenze d'azione
I sottogiochi d'azione che si può dover affrontare sono i seguenti:
- Perforazione: viene mostrato il terreno in sezione, dalla torre di perforazione fino al giacimento, con accanto uno scanner della deviazione laterale dell'asta e un'immagine dello scalpello di perforazione. Durante la discesa la posizione va mantenuta vicino al centro dello scanner, altrimenti si rischia la rottura dell'asta. Il giocatore può regolare anche la velocità della perforazione; più è alta e più aumentano i rischi, ma si riduce il numero di giorni necessari.
- Posa dell'oleodotto: questa sequenza può capitare in caso di problemi al momento della vendita del petrolio. Bisogna collegare con una tubazione due punti opposti su una griglia di caselle quadrate, piazzando in tempo reale pezzi di tubo di varie forme sulle caselle. Vanno evitati gli ostacoli e un'altra tubazione che viene costruita autonomamente e può bloccare la strada al giocatore.
- Spegnimento di incendi: nell'eventualità di pozzi in fiamme, se si sceglie di intervenire a mano anziché pagare esperti, si controlla un personaggio che si lancia col paracadute sul campo e piazza l'esplosivo. Ci sono più pozzi con fiammate di varie dimensioni e vanno piazzate 1-3 cariche per ciascuno, in proporzione, per poi allontanare il personaggio prima dell'esplosione.